# Sóc đá vằn bên
Sóc đá Forrest hay sóc đá vằn bên (tên khoa học: Sciurotamias forresti) là một loài động vật có vú trong họ Sóc, bộ Gặm nhấm. Loài này được Thomas mô tả năm 1922.
Nó là loài sóc đá đặc hữu Vân Nam (Trung Quốc), với khu vực sinh sống là các núi đá và rừng thông thấp, dọctheo đường phân thủy giữa sông Lan Thương và Trường Giang.